# Crateri di Callisto
Segue una lista dei crateri d'impatto presenti sulla superficie di Callisto. La nomenclatura di Callisto è regolata dall'Unione Astronomica Internazionale; la lista contiene solo formazioni esogeologiche ufficialmente riconosciute da tale istituzione.
I crateri di Callisto portano i nomi di divinità ed eroi delle popolazioni nordiche. Fanno eccezione i crateri Lycaon, Arcas, Dia, Nyctimus, Orestheus e Dryops dedicati rispettivamente a padre, figlio, sorella, due fratelli ed un nipote di Callisto, nonché il cratere Mera dedicato ad un'altra ninfa anch'essa sedotta da Zeus come Callisto.
Inoltre, si conta anche il caso di un cratere inizialmente battezzatto dall'IAU e la cui denominazione è stata poi abrogata.

## Prospetto
| Cratere    | Eponimo | Latitudine | Longitudine | Diametro |
| ---------- | --- | ---------- | ----------- | -------- |
| Adal       | Adal - Nella mitologia norrena, figlio di Karl e Erna. | 75,5° N    | 79,7° W     | 41,7 km  |
| Aegir      | Ægir - Nella mitologia norrena, jǫtunn re del mare. | 45,8° S    | 103,8° W    | 53,9 km  |
| Agloolik   | Agloolik - Nella mitologia inuit, spirito che vive sotto i ghiacci ed aiuta cacciatori e pescatori.                                                          | 47,7° S    | 82,4° W     | 61,6 km  |
| Ägröi      | Ägröi - Nella mitologia finlandese, dio della fertilità. È chiamato anche Äkräs o Egreš.                                                                     | 43,2° N    | 10,9° W     | 67,4 km  |
| Ahti       | Ahti - Nella mitologia finlandese, dio del mare e della pesca.                                                                                               | 41,4° N    | 102,4° W    | 54,8 km  |
| Ajleke     | Ajleke - Nella religione sami, dio dei giorni di festa. | 22,7° N    | 101,4° W    | 70 km    |
| Akycha     | Akycha - Nella mitologia inuit dell'Alaska, divinità del Sole.                                                                                               | 72,6° N    | 318,7° W    | 81 km    |
| Alfr       | Alfr - Il corrispondente degli elfi nella mitologia norrena.                                                                                                 | 9,9° S     | 222,7° W    | 96 km    |
| Áli        | Áli - Mitico re della mitologia norrena, chiamato anche Onela.                                                                                               | 59° N      | 55,9° W     | 32,9 km  |
| Ánarr      | Annarr - Nano della mitologia norrena. | 44° N      | 0,5° W      | 41,7 km  |
| Arcas      | Arcade - Figlio di Callisto e Zeus. | 85,6° S    | 67,5° W     | 60,9 km  |
| Askr       | Askr - Nella mitologia norrena, il primo creato dagli dei plasmando un ceppo di frassino.                                                                    | 51,8° N    | 324,1° W    | 68,8 km  |
| Audr       | Auðr - Personaggio della mitologia norrena, antenato di Óttar.                                                                                               | 30,9° S    | 80,6° W     | 80,8 km  |
| Austri     | Austri - Nella mitologia norrena, uno dei quattro nani che reggevano la volta celeste.                                                                       | 80,9° S    | 64,5° W     | 15 km    |
| Aziren     | Aziren - Nella mitologia estone, spirito della morte. | 35,4° N    | 178,2° W    | 55,6 km  |
| Balkr      | Balkr - Personaggio della mitologia norrena, antenato di Óttar.                                                                                              | 28,9° N    | 11,7° W     | 68 km    |
| Barri      | Barri - Personaggio della mitologia norrena, antenato di Óttar.                                                                                              | 31,5° S    | 70,5° W     | 69 km    |
| Bavörr     | Bavörr - Nano della mitologia norrena. | 49,1° N    | 20° W       | 85,3 km  |
| Beli       | Beleno - Divinità protoceltica, mitologico padre di Cassivellaunus.                                                                                          | 62,6° N    | 80,2° W     | 55,6 km  |
| Biflindi   | Biflindi - Uno degli epiteti di Odino, significa colui che scuote la lancia.                                                                                 | 53,6° S    | 74,1° W     | 58 km    |
| Bragi      | Bragi - Nella mitologia norrena, dio della poesia. | 75,5° N    | 60,7° W     | 61,8 km  |
| Brami      | Brami - Personaggio della mitologia norrena, antenato di Óttar.                                                                                              | 28,8° N    | 19° W       | 75,7 km  |
| Bran       | Brân - Nella mitologia celtica, dio della guerra. | 24,2° S    | 205,6° W    | 78 km    |
| Buga       | Buga - Divinità celeste degli Evenchi. | 22,3° N    | 323,9° W    | 59 km    |
| Buri       | Búri - Gigante primordiale della mitologia norrena. | 37,5° S    | 45,5° W     | 86 km    |
| Burr       | Borr - Nella mitologia norrena, figlio di Búri e padre di Odino.                                                                                             | 42,7° N    | 134,5° W    | 75,4 km  |
| Dag        | Dagr - Nella mitologia norrena, divinità personificazione del giorno.                                                                                        | 58,5° N    | 73,3° W     | 46,6 km  |
| Danr       | Danr - Nome di alcuni leggendari re danesi. | 62,5° N    | 76,9° W     | 45,2 km  |
| Debegey    | Debegey - Il primo uomo nella mitologia degli Jukaghiri. | 10,2° N    | 166,2° W    | 125 km   |
| Dia        | Dia - Sorella di Callisto. | 73° N      | 50,5° W     | 34,4 km  |
| Doh        | Doh - Nella mitologia dei Ket, sciamano che creò la Terra.                                                                                                   | 30,6° N    | 141,4° W    | 59,5 km  |
| Dryops     | Driops - Nipote di Callisto, figlio di Dia e Apollo. | 80° N      | 34,8° W     | 31,5 km  |
| Durinn     | Durinn - Nella mitologia norrena, uno dei sette capostipiti dei nani.                                                                                        | 67° N      | 89,1° W     | 51,6 km  |
| Egdir      | Egdir - Nella mitologia norrena, gigante pastore e suonatore d'arpa. È chiamato anche Eggthér.                                                               | 33,9° N    | 35,9° W     | 60,6 km  |
| Egres      | Egreš - Corrispondente careliano del finlandese Äkräs. | 42,5° N    | 176,6° W    | 45,5 km  |
| Erlik      | Erlik - Nella mitologia dei popoli siberiani, primo uomo ribellatosi agli dei e divenuto un diavolo.                                                         | 66,8° N    | 1,3° W      | 26,6 km  |
| Fadir      | Faðir - Nella mitologia norrena, contadino e marito di una delle tre coppie che ospitano Ríg nel racconto del poema Rígsthula.                               | 56,6° N    | 12,6° W     | 78,6 km  |
| Fili       | Fili - Nano della mitologia norrena. | 64,2° N    | 349,7° W    | 31,7 km  |
| Finnr      | Finnr - Nano della mitologia norrena. | 15,5° N    | 4,3° W      | 80 km    |
| Freki      | Freki - Nella mitologia norrena, uno dei due lupi di Odino. Il nome significa ingordo.                                                                       | 79,8° N    | 351,7° W    | 55 km    |
| Frodi      | Fróði - Nome di diversi leggendari re danesi. | 68,4° N    | 139,9° W    | 45,9 km  |
| Fulla      | Fulla - Nella mitologia norrena, divinità al servizio di Frigg.                                                                                              | 74° N      | 108,1° W    | 58,9 km  |
| Fulnir     | Fulnir - Nella mitologia norrena, figlio di Thræl, il figlio della prima coppia visitata da Ríg, e Thír.                                                     | 60,1° N    | 35,3° W     | 43,1 km  |
| Gandalfr   | Gandálfr - Nano della mitologia norrena. | 80,5° S    | 63,6° W     | 17 km    |
| Geri       | Geri - Nella mitologia norrena, uno dei due lupi di Odino. Il nome significa avaro.                                                                          | 66,7° N    | 353,8° W    | 38,9 km  |
| Ginandi    | Ginandi - Personaggio della mitologia norrena, antenato di Óttar.                                                                                            | 85,3° S    | 52,1° W     | 44,4 km  |
| Gisl       | Gisl - Uno dei cavalli degli Asi. | 57,2° N    | 34,6° W     | 37 km    |
| Gloi       | Gloi - Nano della mitologia norrena. | 49° N      | 245° W      | 115,3 km |
| Göll       | Göll - Nella mitologia norrena, una valchiria. Il nome significa tumulto.                                                                                    | 57,3° N    | 319,7° W    | 55,4 km  |
| Göndul     | Göndul - Nella mitologia norrena, una valchiria. Il nome significa impugnatrice della bacchetta.                                                             | 60° N      | 114,1° W    | 45,5 km  |
| Grimr      | Grimr - Uno degli epiteti di Odino. | 41,5° N    | 214,6° W    | 103,2 km |
| Gunnr      | Gunnr - Nella mitologia norrena, una valchiria. Il nome significa battaglia.                                                                                 | 64,6° N    | 104,7° W    | 61,1 km  |
| Gymir      | Gymir - Nella mitologia norrena, il nome di Ægir nel poema Skáldskaparmál.                                                                                   | 63,7° N    | 48,8° W     | 40,6 km  |
| Hábrok     | Hábrók - Nella mitologia norrena, il migliore dei falchi. | 76,2° N    | 131,9° W    | 37,2 km  |
| Haki       | Haki - Nella mitologia norrena, uno dei Re del mare. | 25° N      | 315,1° W    | 72,2 km  |
| Hár        | Hár - Uno degli epiteti di Odino. | 3,5° S     | 358° W      | 52,2 km  |
| Heimdall   | Heimdallr - Nella mitologia norrena, il guardiano degli dei, sorveglia il ponte Bifrǫst.                                                                     | 63,5° S    | 357° W      | 210 km   |
| Hepti      | Hepti - Nano della mitologia norrena. | 64,5° N    | 23,4° W     | 48,6 km  |
| Hijsi      | Hiisi - Nella mitologia ugro-finnica, spirito maligno associato alle foreste, ai corsi d'acqua ed alle colline.                                              | 63,1° N    | 171,5° W    | 54,1 km  |
| Hödr       | Hödr - Nella mitologia norrena, fratello cieco di Baldr. | 69,1° N    | 89,2° W     | 76,5 km  |
| Hoenir     | Hœnir - Nella mitologia norrena, aiutò Odino a creare i primi uomini.                                                                                        | 33,7° S    | 260,9° W    | 81,1 km  |
| Högni      | Haguna - Personaggio della mitologia norrena, antenato di Óttar.                                                                                             | 11,8° S    | 4,8° W      | 76 km    |
| Höldr      | Höldr - Nella mitologia norrena, figlio di Karl, il figlio della seconda coppia visitata da Ríg, e Snör.                                                     | 43,9° N    | 108,2° W    | 68,1 km  |
| Igaluk     | Igaluk - Nella mitologia inuit dell'Alaska, divinità della Luna. Chiamata anche Aningan in Groenlandia.                                                      | 5,6° N     | 316° W      | 111,7 km |
| Ilma       | Ilma - Nella mitologia finlandese, divinità dell'aria. | 29,9° S    | 167,2° W    | 102 km   |
| Ivarr      | Ivarr - Personaggio della mitologia norrena, antenato di Óttar.                                                                                              | 5,8° S     | 321,4° W    | 73,1 km  |
| Jalkr      | Iálkr - Uno degli epiteti di Odino. | 38,6° S    | 82,7° W     | 93,5 km  |
| Jumal      | Jumal - Corrispondente estone dell'ugro-finnico Jumo, divinità del cielo.                                                                                    | 58,9° N    | 118° W      | 58,5 km  |
| Jumo       | Jumo - Corrispondente ugro-finnico dell'estone Jumal, divinità del cielo.                                                                                    | 65,7° N    | 11,8° W     | 43,6 km  |
| Kári       | Kári - Nella mitologia norrena, personificazione del vento, antenato di Óttar.                                                                               | 48,2° N    | 116,3° W    | 34,5 km  |
| Karl       | Karl - Nella mitologia norrena, figlio della seconda delle tre coppie che ospitano Ríg nel racconto del poema Rígsthula.                                     | 56,4° N    | 330,6° W    | 34 km    |
| Keelut     | Keelut - Nella mitologia inuit dell'Alaska, spirito malvagio dalle sembianze di cane senza peli.                                                             | 76,8° S    | 90,9° W     | 64 km    |
| Kul'       | Kul' - Spirito degli alberi per i Komi. | 62,9° N    | 121,9° W    | 40,5 km  |
| Lempo      | Lempo - Spirito malvagio della mitologia ugro-finnica. | 25,2° S    | 319,9° W    | 41,3 km  |
| Ljekio     | Ljekio - Nella mitologia finlandese, dio dell'erba e delle radici degli alberi.                                                                              | 49,1° N    | 162,3° W    | 23,8 km  |
| Lodurr     | Lóðurr - Nella mitologia norrena, aiutò Odino a creare i primi uomini.                                                                                       | 50,8° S    | 270,1° W    | 72 km    |
| Lofn       | Lofn - Nella mitologia norrena, dea del matrimonio. | 56,5° S    | 22,3° W     | 200 km   |
| Loni       | Loni - Nano della mitologia norrena. | 3,6° S     | 214,3° W    | 85 km    |
| Losy       | Losy - Nella mitologia mongola, serpente malvagio che cerca di uccidere ogni essere vivente.                                                                 | 65,3° N    | 323,3° W    | 62,1 km  |
| Lycaon     | Licaone - Il padre di Callisto. | 45,4° S    | 5,9° W      | 59 km    |
| Maderatcha | Maderakka - Divinità celeste per i Sami. È chiamata anche Sarakka o Uksakka.                                                                                 | 30,7° N    | 95,3° W     | 66,2 km  |
| Mera       | Mera - Altra ninfa di Artemide, uccisa, come Callisto, per essersi lasciata sedurre da Zeus.                                                                 | 64,1° N    | 75,2° W     | 39,5 km  |
| Mimir      | Mímir - Nella mitologia norrena, dio della saggezza. | 32,6° N    | 53,2° W     | 47,7 km  |
| Mitsina    | Mitsina - Nella mitologia norrena dell'Alaska, anziano morto cacciando sui ghiacci.                                                                          | 57,5° N    | 103,7° W    | 40,4 km  |
| Modi       | Móði - Nella mitologia norrena, figlio di Thor e Sif | 66,4° N    | 119,3° W    | 37,8 km  |
| Nakki      | Näkki - Nella mitologia finlandese, neck che vive sui pontili e sotto i ponti responsabile di trascinare in acqua i bambini.                                 | 56,4° S    | 69,7° W     | 59,8 km  |
| Nama       | Nama - Nella mitologia altaica, eroe che costruì l'arca per salvarsi dal diluvio universale.                                                                 | 57° N      | 331° W      | 30,1 km  |
| Nár        | Nár - Nano della mitologia norrena. | 1,5° S     | 46° W       | 56,9 km  |
| Nerrivik   | Nerrivik - Nella mitologia inuit dell'Alaska, dea madre del mare. Corrisponde alla dea Sedna degli Inuit del Canada.                                         | 16,9° S    | 56,4° W     | 44,3 km  |
| Nidi       | Nidi - Nano della mitologia norrena. | 66,4° N    | 94,9° W     | 49,3 km  |
| Nirkes     | Nyyrikki - Nella mitologia finlandese, dio della caccia. | 31,4° N    | 164,3° W    | 58,5 km  |
| Njord      | Njörðr - Nella mitologia norrena, dio del mare, del vento, delle perturbazioni, della fecondità e della ricchezza.                                           | 16,7° N    | 132,6° W    | 44,6 km  |
| Nori       | Norðri - Nella mitologia norrena, uno dei quattro nani che reggevano la volta celeste.                                                                       | 45,2° N    | 343,6° W    | 114 km   |
| Norov-Ava  | Norov-Ava - Dea dei campi per i Mordvini. | 54,6° N    | 112,8° W    | 41,4 km  |
| Nuada      | Nuada - Nella mitologia irlandese, primo sovrano dei Túatha Dé Danann.                                                                                       | 62,3° N    | 272,5° W    | 66 km    |
| Numi-Torum | Numi-Torum - Dio creatore dei Mansi | 50,1° S    | 92,9° W     | 75,6 km  |
| Nyctimus   | Nittimo - Fratello di Callisto. | 62,8° S    | 3,9° W      | 34 km    |
| Oluksak    | Oluksak - Divinità inuit dei laghi. | 47,8° S    | 63,5° W     | 86,7 km  |
| Omol'      | Omol' - Divinità degli alberi per i Komi. | 42,3° N    | 116,9° W    | 60,4 km  |
| Orestheus  | Oresteo - Fratello di Callisto. | 46,7° S    | 47,7° W     | 22,5 km  |
| Oski       | Óski - Uno degli epiteti di Odino. | 57,5° N    | 269° W      | 48,1 km  |
| Ottar      | Óttar - Nella mitologia norrena, pupillo della dea Freia. | 61,5° N    | 103,9° W    | 59,8 km  |
| Pekko      | Peko - Nella mitologia ugro-finnica, dio del frumento e della birra.                                                                                         | 18,3° N    | 5,4° W      | 62 km    |
| Randver    | Randver - Personaggio della mitologia norrena, antenato di Óttar.                                                                                            | 71,9° S    | 53,9° W     | 28 km    |
| Reginleif  | Reginleif - Nella mitologia norrena, una valchiria. Il nome significa segno del potere.                                                                      | 66° S      | 96,5° W     | 54,8 km  |
| Reginn     | Reginn - Nano della mitologia norrena, forgia la spada Gramr per Sigfrido.                                                                                   | 39,8° N    | 90,1° W     | 57 km    |
| Reifnir    | Reifnir - Personaggio della mitologia norrena, antenato di Óttar.                                                                                            | 50,8° S    | 54,3° W     | 36,8 km  |
| Rigr       | Ríg - Nella mitologia norrena, divinità saggia potente e forte, progenitore ancestrale delle tre classi della società umana.                                 | 70,8° N    | 244,6° W    | 72,5 km  |
| Rongoteus  | Rongoteus - Divinità careliana della raccolta della segale.                                                                                                  | 53,6° N    | 106,1° W    | 35,5 km  |
| Rota       | Rota - Nella mitologia norrena, una valchiria. Il nome significa nevischio e tempesta.                                                                       | 27,2° N    | 108,4° W    | 45 km    |
| Saga       | Sága - Nella mitologia norrena, dea sposa di Odino. Questo cratere è utilizzato per definire il meridiano fondamentale di Callisto.                          | 0,6° N     | 325,9° W    | 11,1 km  |
| Sarakka    | Sarakka - Divinità celeste per i Sami. È chiamata anche Maderakka o Uksakka.                                                                                 | 3,3° S     | 53,5° W     | 47,7 km  |
| Seqinek    | Seqinek - Nella mitologia norrena, dio del Sole. | 55,5° N    | 25,4° W     | 80,7 km  |
| Sholmo     | Sholmo - Nella mitologia ugro-finnica, divinità celeste. | 53,7° N    | 16,2° W     | 57 km    |
| Sigyn      | Sigyn - Nella mitologia norrena, dea compagna di Loki. | 35,9° N    | 29° W       | 49,8 km  |
| Skeggold   | Skeggöld - Nella mitologia norrena, una valchiria. Il nome significa epoca dell'ascia.                                                                       | 49,7° S    | 31,9° W     | 43 km    |
| Sköll      | Skǫll - Nella mitologia norrena, il lupo malvagio che insegue il Sole per divorarlo. Quando vi riuscirà, avrà inizio il Ragnarǫk.                            | 55,6° N    | 315,6° W    | 59,6 km  |
| Skuld      | Skuld - Nella mitologia norrena, una delle tre Norne, le figure femminili che vivono ai piedi dell'albero Yggdrasill reggendo le fila del fato dell'umanità. | 10° N      | 37,9° W     | 91,8 km  |
| Sudri      | Suðri - Nella mitologia norrena, uno dei quattro nani che reggevano la volta celeste.                                                                        | 55,9° N    | 135,6° W    | 69,5 km  |
| Sumbur     | Sumbur - La montagna che regge la stella polare nei miti dei Buriati.                                                                                        | 67,1° N    | 325,2° W    | 37,9 km  |
| Tapio      | Tapio - Nella mitologia finlandese, divinità della caccia.                                                                                                   | 30,1° N    | 108,6° W    | 52,2 km  |
| Thekkr     | Thekkr - Nano della mitologia norrena. | 80,3° S    | 62° W       | 13 km    |
| Thorir     | Thorir - Personaggio della mitologia norrena, antenato di Óttar.                                                                                             | 31,9° S    | 66,7° W     | 62,7 km  |
| Tindr      | Tindr - Personaggio della mitologia norrena, antenato di Óttar.                                                                                              | 2,3° S     | 355,5° W    | 75,8 km  |
| Tontu      | Tontu - Equivalente finlandese dello svedese Tomte, un Haltija ovvero uno gnomo che vive e custodisce un luogo.                                              | 27,6° N    | 100,3° W    | 40,2 km  |
| Tornarsuk  | Tornarsuk - Nella mitologia finlandese, dio dell'oltretomba.                                                                                                 | 28,8° N    | 127,6° W    | 99 km    |
| Tyll       | Suur Tõll - Eroe della mitologia estone. | 44,8° N    | 166,5° W    | 68,7 km  |
| Tyn        | Tyn - Divinità suprema dei Germani. | 71,1° N    | 232,5° W    | 63 km    |
| Uksakka    | Uksakka - Divinità celeste per i Sami. È chiamata anche Maderakka o Sarakka.                                                                                 | 49,5° S    | 42,2° W     | 22,5 km  |
| Valfödr    | Valföðr - Uno degli epiteti di Odino, significa padre dei prescelti.                                                                                         | 1,3° S     | 247° W      | 101,5 km |
| Vali       | Váli - Personaggio della mitologia norrena, antenato di Óttar.                                                                                               | 9,7° N     | 325,3° W    | 54,3 km  |
| Vanapagan  | Vanapagan - Nella mitologia estone, dio dell'oltretomba. | 39,5° N    | 158,5° W    | 62,7 km  |
| Veralden   | Veralden - Dio della fertilità per i Sami. | 33,3° N    | 95,5° W     | 75,2 km  |
| Vestri     | Vestri - Nella mitologia norrena, uno dei quattro nani che reggevano la volta celeste.                                                                       | 45,3° N    | 52,5° W     | 77,3 km  |
| Vidarr     | Viðarr - Nella mitologia norrena, figlio di Odino e Gríðr, il più forte tra gli dei, dopo Thor.                                                              | 12,1° N    | 193,4° W    | 78 km    |
| Vili       | Víli - Nella mitologia norrena, fratello di Odino. | 32,6° N    | 215,9° W    | 42 km    |
| Vitr       | Vitr - Nano della mitologia norrena. | 22,1° S    | 349,4° W    | 72,8 km  |
| Vu-Murt    | Vu-Murt - Nella mitologia estone, spirito delle acque. | 21,5° N    | 170,3° W    | 34,5 km  |
| Vutash     | Vutash - Nella mitologia estone, spirito delle acque. | 31,6° N    | 102,3° W    | 46,2 km  |
| Ymir       | Ymir - Nella mitologia norrena, il primo gigante del ghiaccio, dalla sua uccisione nasce il mondo.                                                           | 51,5° N    | 99,7° W     | 79 km    |
| Yuryung    | Yuryung - Divinità celeste degli Jakuti. | 54,7° S    | 85,7° W     | 75,1 km  |

## Nomenclatura abolita
| Cratere | Eponimo                                                                                                  | Latitudine | Longitudine | Diametro | Motivazione |
| ------- | --- | ---------- | ----------- | -------- | --- |
| Aningan | Aningan - Nella mitologia inuit della Groenlandia, divinità della Luna. Chiamata anche Igaluk in Alaska. | 50,5° N    | 8,2° W      | 287 km   | Identificato nel 1979, venne successivamente abolito quando furono disponibili immagini di maggior dettaglio in cui non fu più riconosciuto. |